# オールスター歌とゲームで大合戦
『オールスター歌とゲームで大合戦』（オールスターうたとゲームでだいがっせん）は、1972年3月23日にフジテレビ系列の『テレビグランドスペシャル（第2期）』（木曜20:00 - 21:26）で放送された特別番組（ゲームバラエティ番組）である。

## 概要
紅白（男女）に別れた人気歌手が、奇抜なゲームでしのぎを削る、いわば「ずっこけゲーム合戦」。

ゲームは「リレー・ゼスチュア」「かりものゲーム」など、両チームとも、対抗意識をむき出しにして、ゲームに興じ、合い間には、童心に返って「ピンポンパン体操」などを披露する。
当時放送中の『底ぬけ脱線ゲーム』（日本テレビ系列）、『ドン!アタック』（TBS系列）、『明色 新お笑いゲーム合戦』（毎日放送制作。当時はNET系列）と同じだが、当番組は全て人気歌手が出演し、しかも男女対抗というのが売りである。

## 出演歌手
- 森進一
- 井上順之（現：順）
- 朝丘雪路
- フォーリーブス
- 五木ひろし
- 伊東ゆかり
- 野村真樹（現：将希）
- 渚ゆう子
- ちあきなおみ
- ヒデとロザンナ
- 天地真理
- 坂本新兵

ほか

## 収録場所
- 東京・渋谷区の「渋谷公会堂」で行った。